# Evangelický hřbitov ve Vendryni
Evangelický hřbitov ve Vendryni se nachází ve svahu u silnice 4682a v centru obce Vendryně, která je jeho provozovatelem. Hřbitov je zčásti v církevním, zčásti v obecním a zčásti v soukromém vlastnictví. Má rozlohu přes půl hektaru.

## Historie
Hřbitov byl založen roku 1824 jako obecní, posvěcen byl však dle evangelického obřadu. Roku 1861 se stal evangelickým (a dosavadní hřbitov u katolického kostela se stal hřbitovem katolickým). V roce 1874 byla na hřbitově vystavěna kaple, do jejíž věže byl umístěn puklý zvon z bystřického kostela (odlitý roku 1849) a dva další nové zvony. V listopadu 1926 byla věž kaple stržena vichřicí.

## Galerie

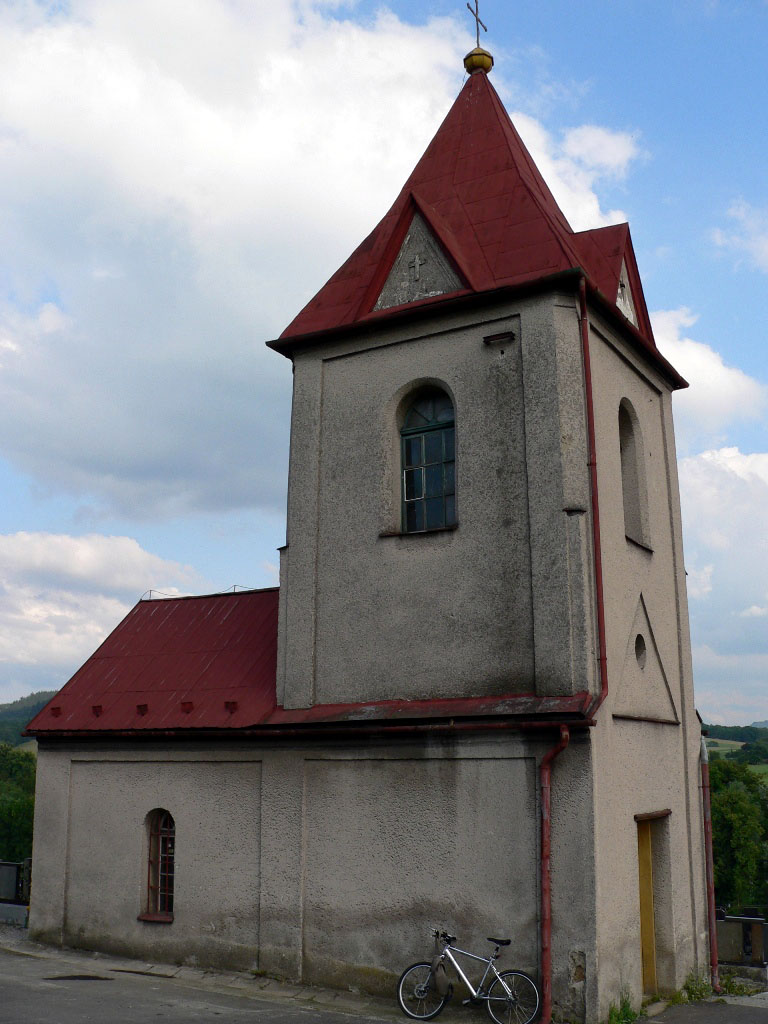
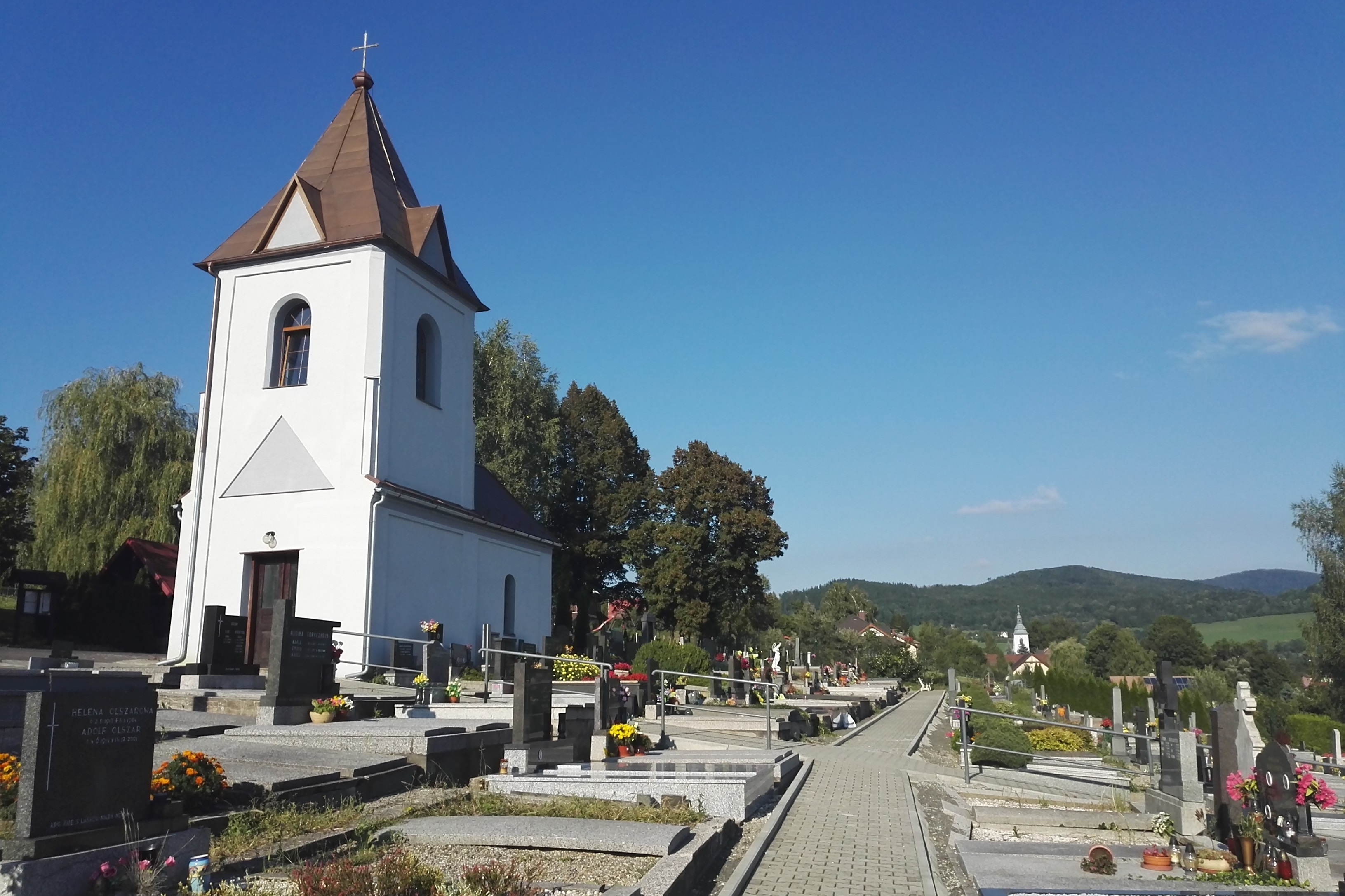
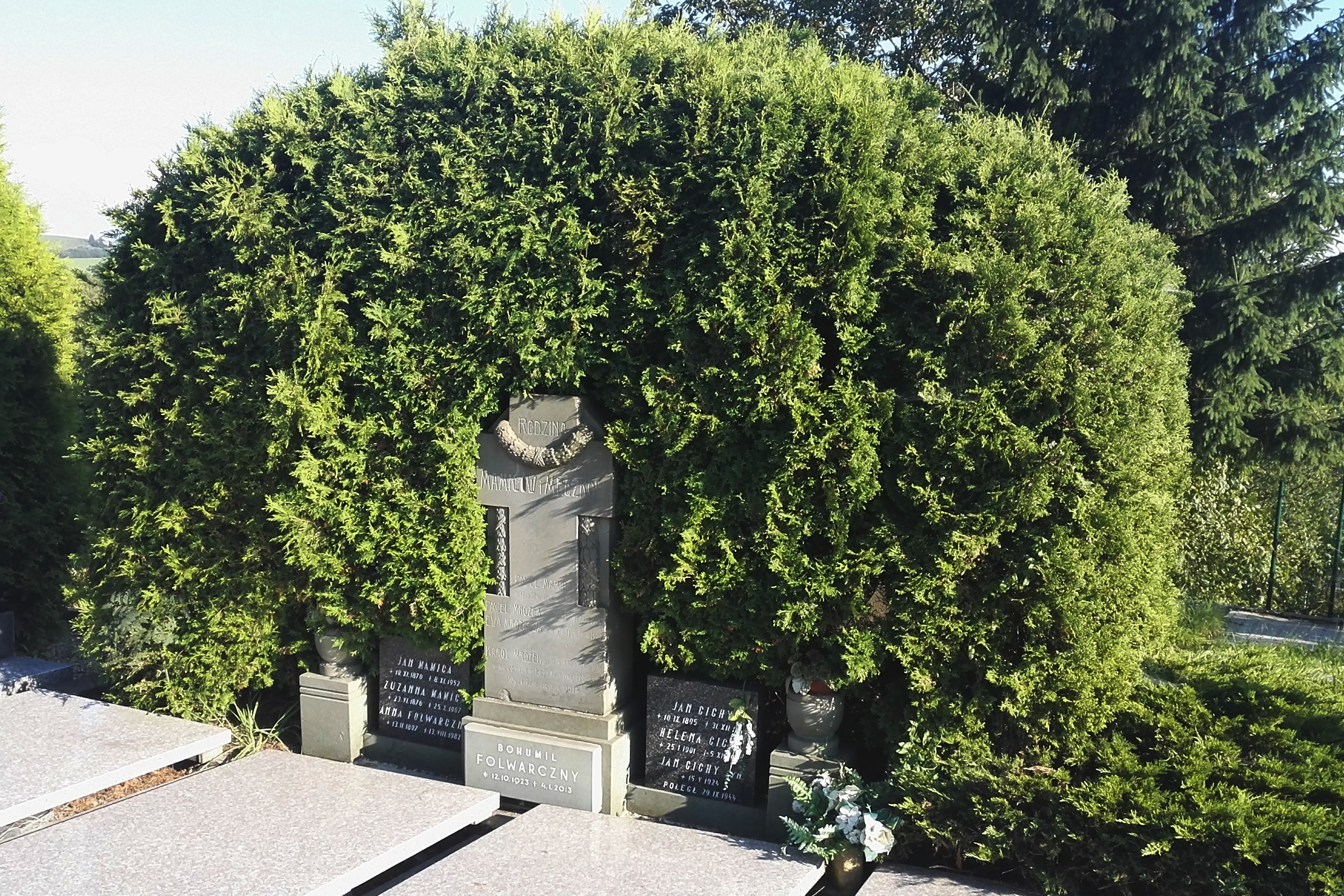